# Kansas City, Mexico and Orient Railway
La Kansas City, Mexico and Orient Railway era una compagnia ferroviaria statunitense. Fondata nel 1900 dall'imprenditore Arthur Stilwell, è stata la predecessora della Ferrocarril Chihuahua al Pacífico, nel Messico. In origine, la linea ferroviaria doveva estendersi fino all'Oceano Pacifico a Topolobampo, nello Stato del Sinaloa.
La parte statunitense fu creata nel 1900 con il nome di Kansas City, Mexico, and Orient Railway. Collegava Wichita (nel Kansas) con Alpine (nel Texas). Altre località che attraversava erano El Dorado e Bazaar, entrambe nel Kansas. Le officine di riparazione erano situate a Fairview, nell'Oklahoma. Nel 1910, un incendio distrusse le officine a Fairview, che in seguito furono ricostruite a Wichita. La ferrovia entrò in bancarotta nel 1912, ma, il suo curatore fallimentare, William T. Kemper, fece le fortune a seguito della scoperta del petrolio sotto alcuni pezzi del tracciato della linea. Nel 1914, venne rifondata con il nome di KCM&O Railroad. Nel 1925 avvenne un'altra rifondazione, che riportò la ferrovia al suo nome originale. La ferrovia era soprannominata The Orient.
Alla fine del 1925, la KCM&O e la KCM&O of Texas (poiché, secondo un atto costitutivo statale, le ferrovie interstatali nel Texas componevano un'altra linea a sé stante) gestivano 1 382 km di tracciato su 1 188 km di diritto di passaggio; secondo i dati, erano stati trasportati 330 milioni di merci e 8 milioni di passeggeri. La KCM&O venne acquisita dalla Atchison, Topeka and Santa Fe Railway nel 1928, che le permise l'accesso ai campi petroliferi presenti nel Texas occidentale. La Santa Fe vendette la parte messicana del tracciato. La ferrovia raggiunse Presidio nel 1930, nello stesso periodo furono completati i lavori del Presidio-Ojinaga International Rail Bridge. 
La parte del tracciato (nota con il nome di South Orient Rail Line) da San Angelo Junction (105 km a nord-est-est di San Angelo) a Presidio venne in seguito acquistata dalla Texas Pacifico Transportation.